# Czernice (Łódź)
Pour les articles homonymes, voir Czernice.
Czernice est une localité polonaise de la gmina d'Osjaków, située dans le powiat de Wieluń en voïvodie de Łódź.